# Норвежская литература
Норвежская литература — литература на норвежском языке, либо написанная норвежскими авторами (на букмоле и новонорвежском языках).

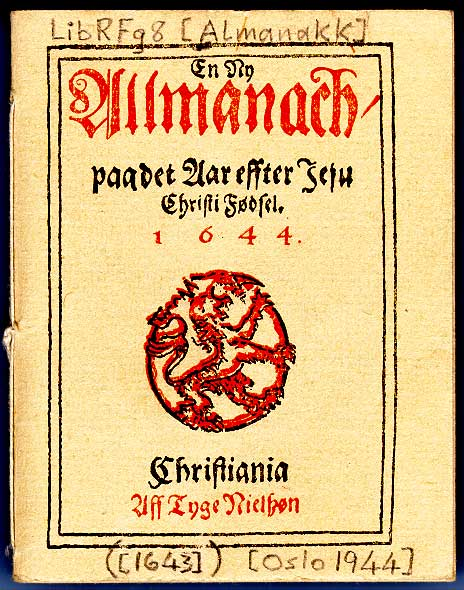
Al"lmanach paa det aar efter Jesu Christi Fødsel 1644" — первая печатная книга, изданная в Норвегии

История норвежской литературы восходит ко временам языческой эддической и скальдической поэзии (IX—X века). К наиболее значимым памятникам дохристианской норвежской литературы и письменности относятся рунические надписи на камнях, которые использовались в языческих богослужениях. Древнейшие скандинавские литературные памятники «Младшая Эдда» и «Старшая Эдда» в равной степени имеют отношение к истории норвежской, исландской и датской литературы.
С XIV по XIX век в литературе Норвегии был так называемый тёмный период. Рождённые в Норвегии писатели (например, Людвиг Хольберг) внесли свой вклад в литературу Дании и других смежных стран. С проявлением национализма и борьбы за независимость в начале XIX века в норвежской литературе обозначился новый период. Драматург Генрик Вергеланн являлся наиболее значимой фигурой этого этапа, а работы Генрика Ибсена позволили литературе Норвегии занять достойное место в западноевропейской литературе. В XX веке наиболее значимыми представителями литературы Норвегии были два нобелевских лауреата — Кнут Гамсун и Сигрид Унсет.

## Древнейшая литература

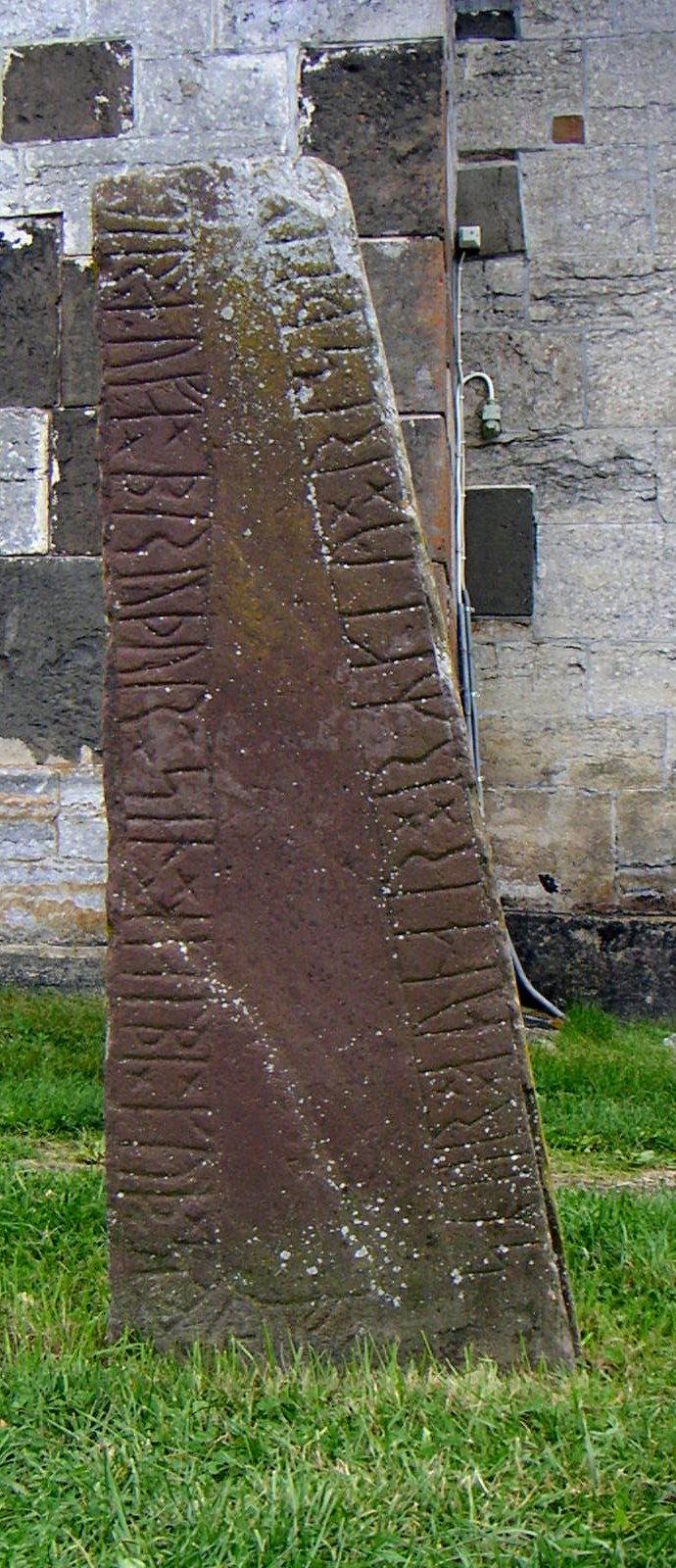
Рунический камень Гранаволлен

Наиболее значимыми памятниками дохристианской норвежской литературы и письменности считаются рунические надписи на камнях. Рунические камни использовались в языческих богослужениях. Известно более 1500 таких памятников в Норвегии, систематизированных и описанных норвежским рунологом А. Листёлем. На многих из них надписи наносились по часовой стрелке, как, например, на камне, обнаруженном в 1870 году в Вестфолле. Но и с введением христианства традиция установки рунических камней продолжалась. Гранаволленский рунический камень, например, был установлен в память о некоем брате Ауфе. Надпись заканчивается словами молитвы о его душе, понятии, появившемся после принятия христианства. С приходом христианства около 1000 года Норвегия налаживает контакт со другими европейскими культурами.

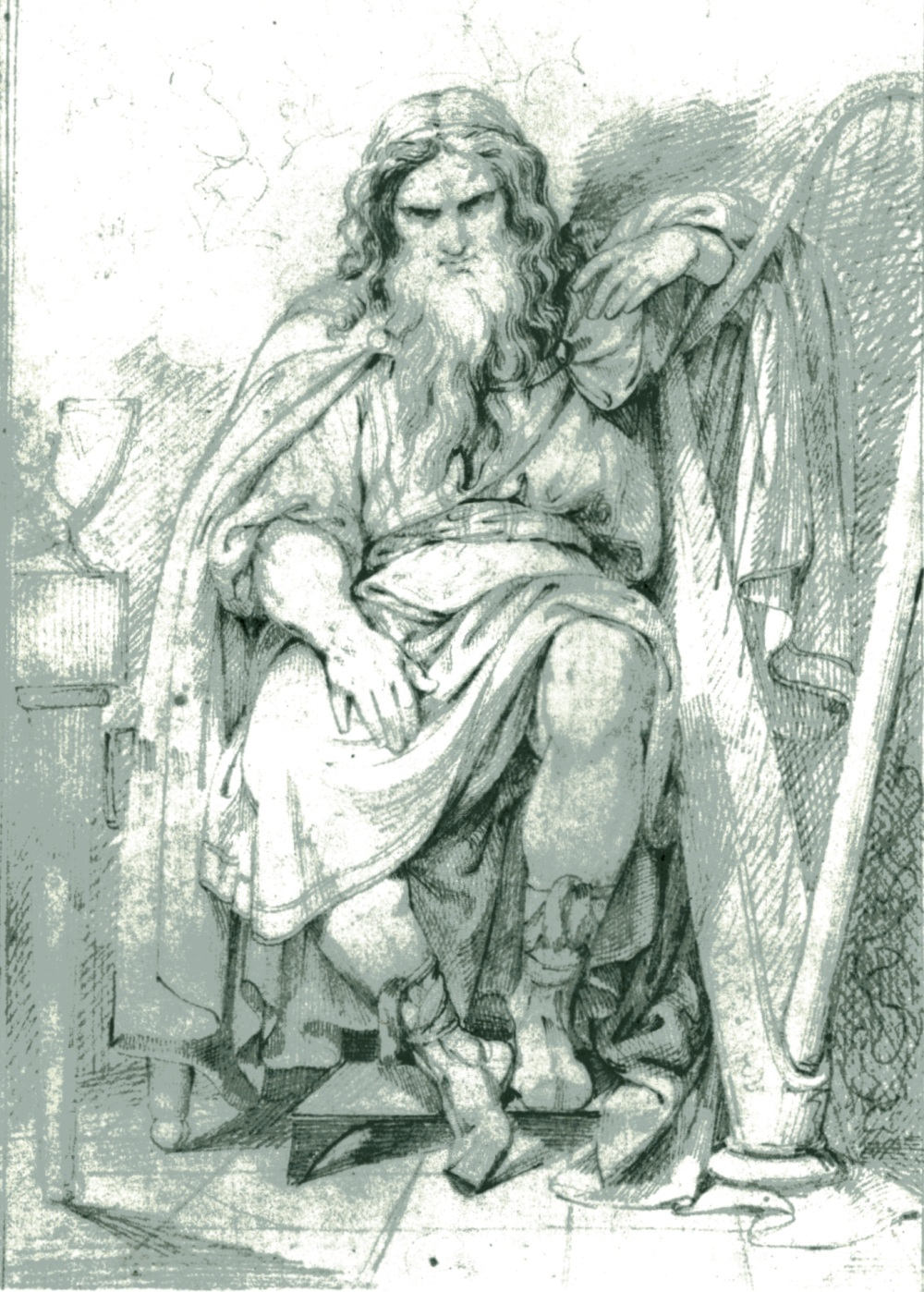
Браги, рис. К. Вахлбома (1810—1858)

От древнейшей норвежской литературы осталось мало памятников, однако судить о наследии можно, например, по древнеисландским литературным памятникам, созданным переселенцами из Норвегии и принесённым в Исландию. Корни их уходят в песни мифологического и героического содержания, а также в саги. В этот период древнеисландская и норвежская литературы развивались в тесном взаимодействии. Так, наиболее известные исландские скальды и историографы подолгу жили в Норвегии (Снорри Стурлусон). Среди зачинателей скальдической поэзии были такие норвежцы, как Браги Боддасон (IX век), и др. До наших дней дошли висы Боддасона — древнейшие скальдические стихи — представлявшие собой хвалебные песни в честь норвежских конунгов.
Традиция складывания скальдических произведений продолжалась у норвежцев и в более позднее время. Среди наиболее известных произведений: «Песня о Харальде», написанная придворным поэтом короля Харольда I Торбьёрном Хорнклови, а также «Песня о Хаконе» (также известная, как «Речи Хакона») Эйвинда Финсона. Финсон носил прозвище Погубитель скальдов и считался последним норвежским скальдом. Он жил при дворе короля Хакона Доброго, и самое известное его произведение посвящено «встрече Хакона с богами в Валгалле»:
Рекла им Гёндуль

на копье опираясь:

«Вам великая доля!

Ибо Хакона боги

к себе призывают

со всем его войском».«Песня о Хаконе»
Среди чисто норвежских произведений до потомков дошла созданная в XIII веке поэма «Сонное видение», которая описывала загробный мир, а также «Королевское зерцало», своего рода дидактический диалог. Эти произведения уже базируются на христианской вере, распространявшейся на территории Норвегии. Возникают новые литературные произведения: уложения законов, а также религиозная и историческая литература на норвежском языке. Этот период развития норвежской литературы, однако, вскоре сменился полным упадком, поскольку после Кальмарской унии (1397—1523) Норвегия фактически стала датской колонией, а литературным языком — датский язык.

## Норвежская литература в Средние века
Среди литературных памятников раннего Средневековья в Норвегии отдельное место занимают судебники, или записи законов. Известны четыре таких судебника: «Законы Фростатинга» (запись права, применяемого на правительственном собрании — тинге во Фросте, в северо-западной области страны), «Законы Гулатинга» (тинга Юго-Западной Норвегии (Вестланда)), «Законы Боргартинга» (Южная Норвегия, с местоположением тинга в Сарпсборге, или Борге) и «Законы Эйдсиватинга» (Восточная Норвегия, тинг в Эйдсведлире).
В XIV—XVI веках определённые изменился норвежский фольклор: появился и завоевал огромную народную популярность новый жанр — баллада (folkevise). Наибольшее распространение получили героические баллады (норв. kjempeviser), повествующие о героях старинных эддических песен («Роланд и король Магнус»). Некоторые произведения этого времени отличаются развязкой в духе христианской идеологии. Например, баллада «Улав и Кари» рассказывает историю мужа, избивающего свою жену до полусмерти, по той лишь причине, что его мать оговорила её, назвав колдуньей. Погибшая жена попадает на Небо и просит Деву Марию простить мужа. Позднее подобная христианско-католическая мораль в литературе будет вытеснена лютеранско-христианской.
Помимо героических баллад, широкое распространение получили баллады об исторических событиях и баллады-сказки о сверхъестественных существах («Маргит Хьюске»). Отдельного упоминания достойны рыцарские баллады, самой знаменитой из которых является «Бендик и Оролилья». Содержание баллады отчасти пересказывает датское сказание о «Хагбарде и Сигне», но есть в ней и намёки на «Балладу о Тристраме и Исот», более известную впоследствии как «Тристан и Изольда».
Схватили отважного рыцаря,

Руки назад заломили

И крепкой тугой веревкой

Белое тело скрутили.

Схватили отважного рыцаря,

— Так король приказал —

Его веревкой скрутили:

Он её сразу порвал.
Из всех скандинавских стран в Норвегии позже других началась запись баллад, в частности, первое издание сборника баллад датируется серединой XIX века (сборник М. Б. Ланста, 1853), а также более поздние сборники К. Листеля и М. My, У. Бё и С. Сульхейма).
Новый виток развития норвежская литература получила в 1567 году, когда появилась патриотическая историко-географическая книга Абсалона Педерсена Бейера (1529—1574) «О норвежском государстве» (норв. Om Norgis rige), которая была издана в 1781 году. Педерсен также написал историю Бергена — «Книга Бергенского капитула», в которой описал город и события времён 1552—1572 годов. Берген становится культурным центром Норвегии, именно в нём оживает литературная жизнь. Первые типографии возникли в Норвегии лишь в XVII веке.

## Норвежская литература Нового времени

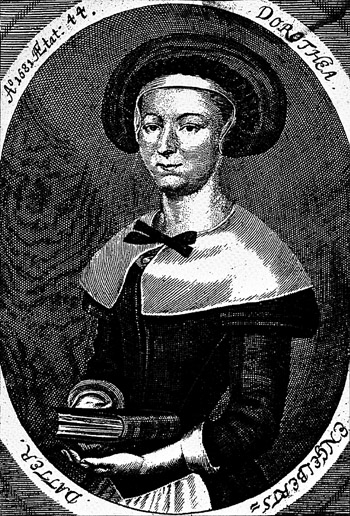
Доротея Энгельбретсдаттер, 1681 год

Книгопечатание в Норвегии появилось позднее, чем во многих европейских странах. Норвегия фактически являлась провинцией Дании и заметно отставала от передовых европейских стран в социально-экономическом развитии. Первая печатная книга в Норвегии была издана весной 1644 года датчанином Тюге Нильссёном. Его типография положила начало книгопечатанию в Христиании, приблизив её ещё больше к Европе.
Одной из наиболее значимых фигур норвежской литературы Нового времени являлся поэт Петтер Дасс (1647—1707). Его поэма «Глас Нурланна» (норв. Nordlands Trompet, 1678) красочно, а иногда и с юмором, описывает норвежскую природу и жизнь крестьян, их быт и обряды. Дасс был капелланом, а также домашним наставником и приходским пастором, все эти занятия позволили поэту видеть жизнь народа. Некоторые части его поэмы, а также другие стихи впоследствии стали народными норвежскими песнями. На русском языке поэма публиковалась под названием «Нурланнские трубы»:
Хочу написать я прилежным пером
О Нурланне нашем, поведать о том,
Какие тут реки и горы,
О долах глухих и о скалах седых, 

О вечных снегах, покрывающих их,
О чащах лесных, о погоде,
Какая рыбалка, охота и лов, — 

Подробно об этом поведать готов,
И кроме того — о народе.«Нурланнские трубы»

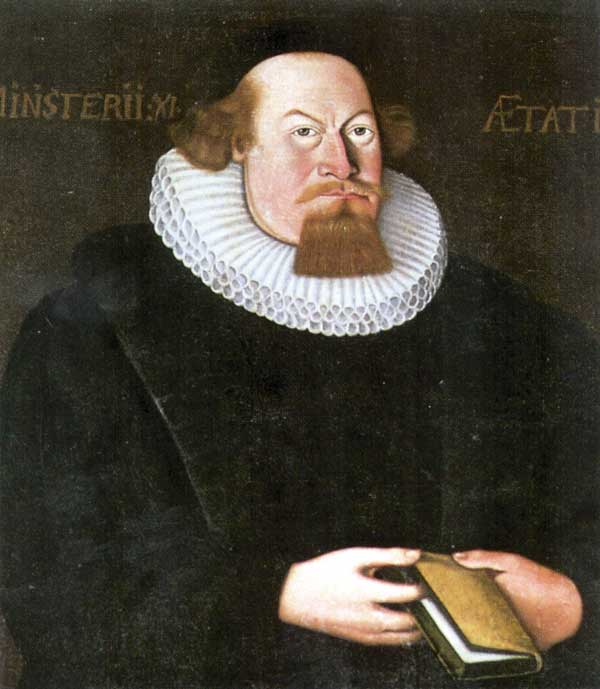
Петтер Дасс (1647—1707)

Отдельное место в литературе этого периода занимает Доротея Энгельбретсдаттер, первая известная истории норвежская писательница и поэтесса. Её поэзия была преимущественно религиозного содержания. Доротея рано овдовела и осталась с девятью детьми, семеро из которых умерли, а двое пропали без вести. Её сочинения, в частности поэма Afften Psalme пронизаны болью и горем, которые она испытала. В самый тяжёлый период жизни поэтессы была напечатана поэма «Жертвенные слёзы» или «Песенные жертвоприношения души» (норв. Tåreoffer), опубликованная в 1685 году; это была пространная поэма религиозного содержания в четырёх частях. Она переиздавалась более 25 раз. Уникальность Доротеи в норвежской литературе заключается ещё и в том, что она была первой из женщин-литераторов Норвегии, кто существовал за счёт собственной литературной деятельности, иными словами, Энгельбретсдаттер была первой профессиональной писательницей. Известный датско-норвежский драматург XVIII века Л. Хольберг называл её «самой великой норвежской поэтессой».

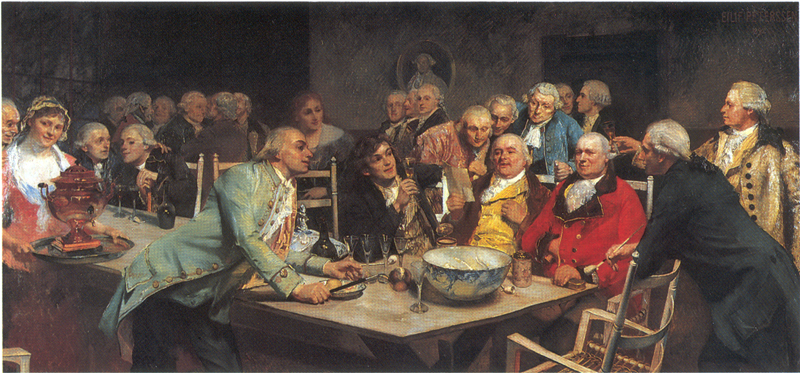
Вечер в «Норвежском обществе»

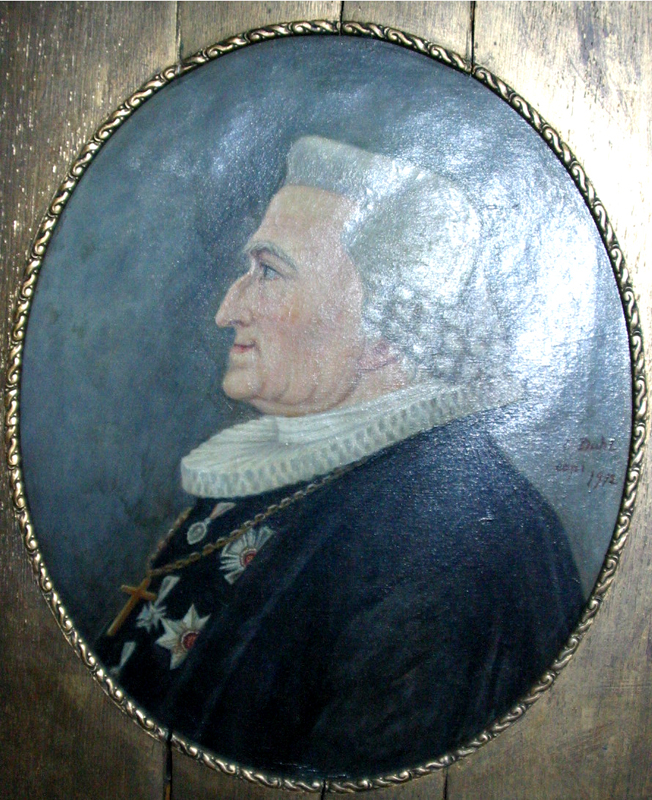
Ю. Н. Брун

Вместе с оживлением в экономике, значительный подъём ожидал и норвежскую литературу в XVIII веке. В народе усиливались национально-патриотические настроения. В 1772 году в Копенгагене было основано «Норвежское общество» (норв. Det Norske Selskab), в задачи которого входило и возрождение национальной норвежской литературы. Основателем Норвежского общества был писатель и поэт Уве Мейер (1742—1790). Мейера волновали многие аспекты литературной жизни страны, но более всего его беспокоило отсутствие в Норвегии собственного университета. Больших литературных успехов сам Мейер не достиг, но в историю норвежской литературы прочно вписал своё имя именно как основатель Норвежского общества. Первое заседание Общества состоялось 30 апреля 1772 года в кафе мадам Юэль. На встречи допускались только мужчины. Исключением была служанка Карэн Бах. Встречи общества проходили в шумной творческой обстановке: декламировались стихи, исполнялись песни, велись споры. Ориентиром творчества для членов Норвежского общества был норвежско-датский писатель Людвиг Хольберг. Среди его членов были также Йохан Херман Вессель, Юхан Брун, Нильс Тресков и другие. Общество просуществовало вплоть до 1813 года, когда был основан первый Норвежский университет. Однако, через несколько лет, в 1818 году литературный клуб с одноимённым названием вновь открылся.
Одной из наиболее значимых фигур норвежской литературы предромантического периода считается Йохан Вессель, создавший целый ряд сатирических поэм и посланий. Он был ярким мастером популярного тогда жанра комического рассказа в стихах, зачастую создаваемых в порядке импровизации. Издаваемый Весселем сатирический журнал «Ваш слуга, бездельники!» снискал популярность среди норвежцев, живших в Копенгагене. За обширное гуманистическое образование и учёность Вессель был прозван «светом мира», недоброжелатели же называли его «учителем противоречий».
Ко времени функционирования норвежского общества относится и творчество Ю. Н. Бруна (1745—1816), который стал автором первой норвежской трагедии на историческую тему — «Эйнар Тамбешельвер» (норв. Einer Tambeskielver, 1772). Драма вызвала большой отклик в норвежском обществе и способствовала поднятию национального духа. Среди других значимых его достижений в литературе считается написание текста к одной из самых популярных национальных песен норвежцев, «Для Норвегии, страны воинов…» (норв. For Norge, Kiempers Fødeland), которую также называли «Норвежская Марсельеза». Нурдаль Григ, другой норвежский писатель, является потомком Юхана Бруна.
Христиан Туллин (1728—1765) представлял романтические традиции в норвежской поэзии XVIII века. Сборник его произведений «Samtlige Skrifter» вышел трёхтомником в 1773 году. Он обладал необыкновенным даром импровизации, его стихи были весьма музыкальными. Самым значительным произведением Туллина считается поэма «Майский день» (1758), написанные в традициях классицизма. В 1760 году вышла его книга «О возникновении мореходства и его последствиях», в которой Туллин рассуждал на тему развития цивилизации как следствия мореходства, его влиянии на общество: появление роскоши, алчности и, как результат, дегенерации личности. Схожим по стилю стало его произведение 1763 года «Непревзойденность творения с точки зрения порядка и взаимосвязи творческих сил вселенной», в которой поэт размышлял о смысле и красоте мироздания. Здесь им была поднята тема Бога-творца, он искал ответ на извечный вопрос: каково место человека в мироздании. Эта тема была позднее подхвачена Генриком Вергеланном в «Творение, Человек, Мессия». Туллин жил и умер в Копенгагене и, несмотря на внушительный вклад в норвежскую поэзию, он также считался видным датским поэтом.

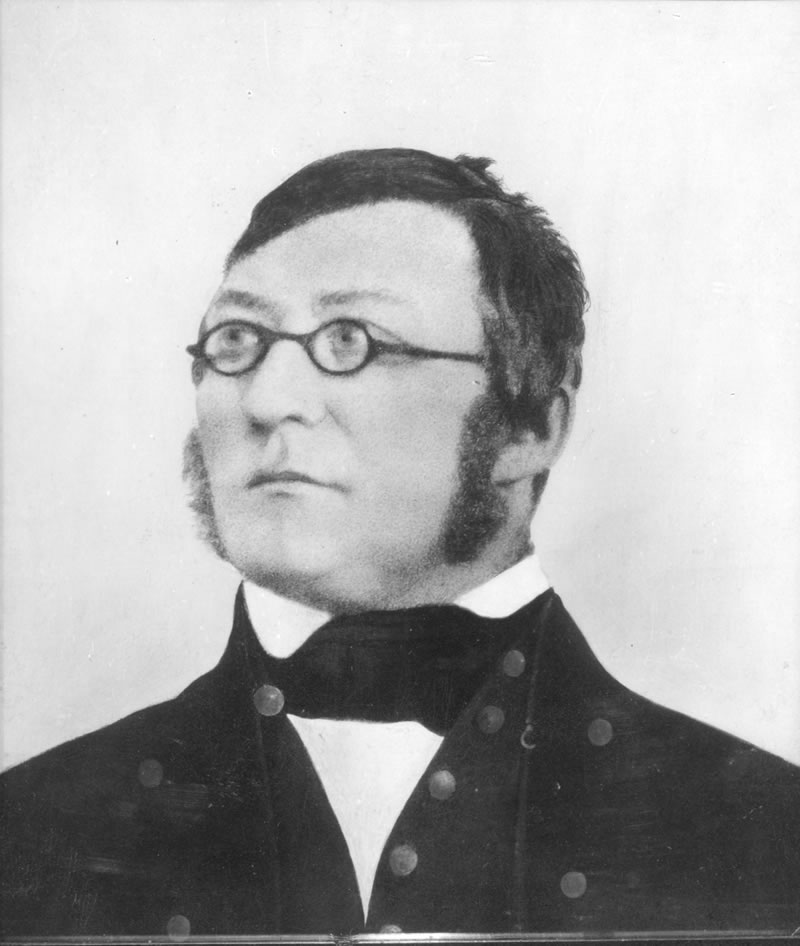
Генрик Арнольд Вергеланн, около 1840 года

Возрождению национальной литературы дали толчок два события. Во-первых, основание в 1811 году Университета Христиании, позднее переименованного в Университет Осло. Во-вторых, после многолетней Унии с Данией (1380—1814), в 1814 году Норвегия подписала свою первую конституцию в Эйдсволле. Во время унии письменный норвежский язык был заменён датским. Общность культур сохранялась ещё в течение ряда лет, и сохранялась во время унии Норвегии со Швецией (1814—1905). До начала XX века бо́льшая часть литературных произведений норвежских писателей была написана на языке, практически неотличимом от датского.
Наш язык первоначальный

Завершил свой путь печальный,

На столетия четыре

Ночь настала в нашем мире.Г. Ибсен «Пер Гюнт»
Традиционно, Генрик Вергеланн считается отцом норвежской литературы. Будучи ярым националистом, Вергеланн возглавлял радикальную национальную партию, боровшуюся за культурную независимость Норвегии. Литературная деятельность Вергеланна вызывала неприятие у другого крупного мастера — Юхана Себастьяна Вельхавна, виднейшего литературного критика первой половины XIX века. Борьба между ним и Вергеланном определяла в известной мере дальнейшее развитие норвежской литературы. Именно их полемике посвящено первое в истории норвежской литературы литературно — критическое произведение «Поэтическое искусство Хенрика Вергеланна и полемика, освещённая в документах» (норв. Henrik Wergelands Digtekunst  og Polemik ved Aktstykker oplyste), опубликованное в 1832 году Юханом Вельхавном. Вергеланн в свою очередь оказал определённое влияние на творчество Бьёрнсона и Ибсена. Среди наиболее заметных произведений писателя поэма «Творение, Человек, Мессия», написанная в духе романтизма.
Воодушевленные переменами и патриотическими идеями в Норвегию начинают возвращаться поэты и писатели, жившие в Копенгагене. Среди них философ и поэт-сентименталист Нильс Тресков (1751—1793), создавший новое философское учение о развитии личности, последователь Канта, писатель Энвольд Фальсен (норв. Envold de Falsen; 1755—1808), писавшие патриотические пьесы, эссе и стихи.

## Современная норвежская литература
Вторая половина XIX века стала временем расцвета норвежской музыки, изобразительного искусства и литературы. Это было время, когда русские писатели — Достоевский, Тургенев и Толстой — заняли ведущее место в мировой литературе, а норвежцы (Ибсен, Бьёрнсон и Гамсун) завоевали сердца читателей во всем мире. Они нашли путь и к русскому читателю. Следом за ними в России стали популярны такие имена, как Сигрид Унсет, Сигурд Хуль и Юхан Борген.Ойвинд Нордслеттен

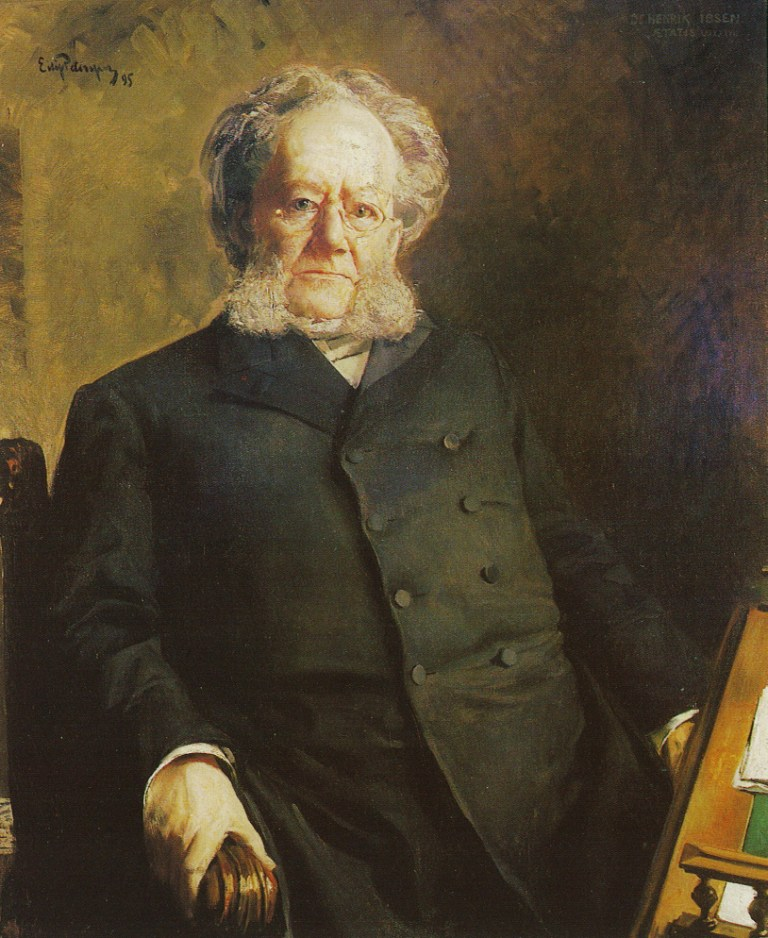
Генрик Ибсен, около 1895 года

XIX век стал временем возрождения норвежской литературы. Оправившись от многовекового застоя, литература Норвегии начала занимать заметное место среди национальных литератур Европы. Произведениям этого времени свойственны как самобытность, так и традиции западноевропейской культуры. К концу XIX века в обществе назрел экономический и политический кризис, усилилась борьба за национальную независимость, которая закончилась в 1905 году разрывом унии со Швецией.
В 1850 году в Бергене открылся Национальный театр. Литература этого периода в первую очередь представлена творчеством Генрика Ибсена. По отношению к Ибсену норвежцы традиционно используют такие эпитеты, как «самый», «величайший», «классик» и «лучший норвежский драматург всех времён». В Осло, да и в других городах Норвегии, установлено множество памятников Ибсену и статуй, посвященных героям его произведений, например, «Гедда Габлер», «Кукольный дом» и «Дикая утка». Эти его пьесы, а также программное произведение «Пер Гюнт», до сих пор идут на сценах многих мировых театров. Драматургия Ибсена в большей мере посвящена «тёмной стороне человеческой сущности», психологична, сложна и насыщена социальной проблематикой. Генрик Ибсен является ярким представителем натурализма в норвежской литературе. Героям Ибсена свойственны все человеческие страсти, а автор подвергает поступки и отношения главных героев детальному анализу. Новаторство Ибсена в драматургии выражается как раз в композиционном построении пьес. Такое построение часто называют аналитическим. Спектакли по пьесам Ибсена требовали от зрителя большого внимания. Он заложил основы новой драматургии (так называемая — «новая драма») театра XX века и современной мировой драматургии. Влияние Ибсена распространялось не только на норвежскую литературу, но и на западноверопейскую в целом и русскую в частности. Так, 4 марта 1901 года в Петербурге состоялась премьера спектакля «Враг народа». Однако настоящий фурор вызвала постановка пьесы Ибсена «Кукольный дом» в театре В. Ф. Комиссаржевской, где Вера Фёдоровна исполнила роль Норы.

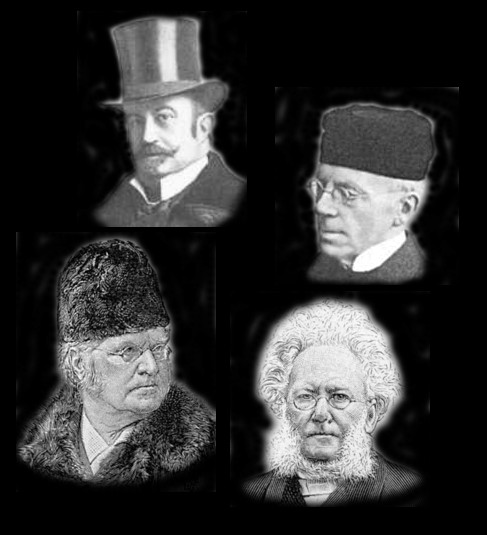
«Великая Четвёрка» норвежской литературы (слева по часовой стрелке): Юнас Ли, Александр Хьеланн, Генрик Ибсен, Бьёрнстьерне Бьёрнсон

По мнению Бернарда Шоу, Ибсен — «великий критик идеализма». В бывшей квартире Ибсена, где он жил последние 11 лет своей жизни и где им была написана пьеса «Когда мы, мёртвые, пробуждаемся» (1899), основан музей Ибсена.
Поэтические традиции норвежской литературы восходят к истокам эпосов и скальдических песен. Современная норвежская поэзия открывается творчеством Бьёрнстьерне Бьёрнсона, написавшего поэму «Да, мы любим эту землю» (норв. Ja vi elsker dette landet). Эта поэма стала национальным норвежским гимном, впервые исполненным 17 мая 1864 года на праздновании Норвежского Дня Конституции.
Традиционно, Генрика Ибсена, Бьёрнстьерне Бьёрнсона, Александра Хьеланна и Юнаса Ли называют «Великая Четверка» (норв. De fire store). Термин был придуман их издателем Gyldendalske Boghandel в рекламных целях. Однако, термин прижился и прочно вошёл в обиход литературоведов и критиков.

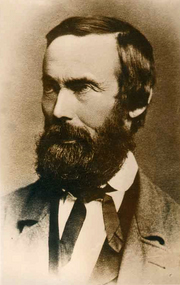
Осмунд Улофсен Винье

Осмунн Улафсон Винье (1818—1870) являлся ярким представителем норвежского романтического национализма — литературного (и не только) течения, возникшего в Норвегии в 1840—1867 годах. Представители этого течения прославляли и восхваляли норвежскую природу, уникальность и национальную самобытность норвежского народа. Некоторые лирические произведения Винье были положены на музыку Эдварда Грига и до сих пор сохраняют популярность, как, например, романс «В Рондане» (норв. Ved Rundarne).
Пер Сивле (1857—1904) внёс значительный вклад в современную норвежскую литературу. Он был писателем и издателем, но наибольшую славу ему принесла поэзия, которая выделялась социально насыщенным и патриотическим духом. Сивле обосновался в Осло (тогда Христиания) в 1875 году и собирался продолжить обучение и стать священником. Этим планам не суждено было осуществиться из-за слабого здоровья, и Сивле всецело посвятил себя литературе. В начале карьеры он использовал псевдоним Симон де Вита (норв. Simon de Vita). Его дебют состоялся в 1878 году книгой En digters drøm. В 1894 году, за десять лет до обретения Норвегией независимости, вышла в свет знаменитая поэма Пера Сивле «Страна нашей мечты» (норв. Vi vil oss et land). Название поэмы стало своего рода лозунгом движения норвежских националистов. Стихи были положены на музыку Кристиана Синдинга и стали популярной песней.
«Страна нашей мечты» Свободна отчизна нашей мечты, 

её назову, если спросят:

земля, где хозяева я и ты, 

Норвегии имя носит.

А если страны этой

нет пока,

её отвоюем

наверняка!Пер Сивле
Эта поэма была успешно использована активистами норвежского Сопротивления в годы Второй мировой войны. Текст был распечатан на листовках и немецкие офицеры отдали приказ арестовать автора стихов, не зная, что автора уже давно нет в живых. Помимо патриотических стихов, Сивле писал тонкую психологическую лирику. Последние годы жизни поэта были отягощены травлей, развернувшейся в прессе в связи с правительственной стипендией, присужденной Сивле. Находясь в состоянии глубокой депрессии и душевного кризиса, Пер Сивле покончил с собой (застрелился) 6 сентября 1904 года.

### Норвежский модернизм

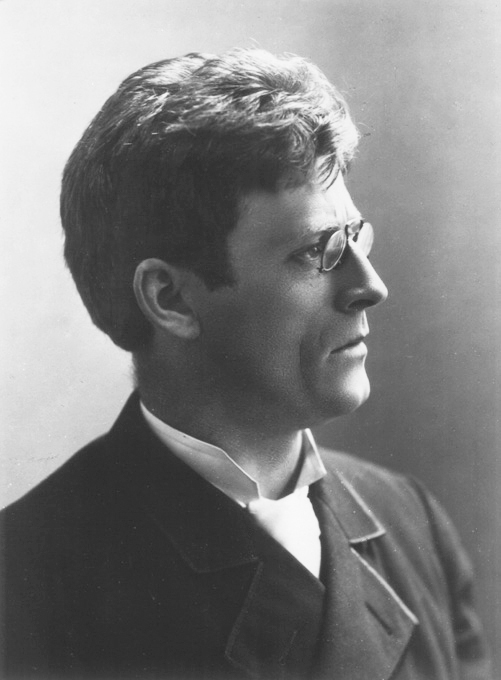
Кнут Гамсун, 1890 год

Безусловно, невозможно говорить о норвежской литературе и при этом не анализировать творчество самого знаменитого её представителя — Кнута Гамсуна. Свою литературную карьеру Гамсун начал с поэзии, которая особого успеха не имела. Однако в 1890 году вышел его знаменитый роман «Голод» (норв. Sult), который немедленно принёс писателю известность не только в Норвегии, но и за её пределами. Роман вышел на стыке литературных течений: в то время в скандинавской литературе преобладал обличительный реализм. «Голод», не имевший по сути строгой сюжетной линии, являлся психологичным произведением, в котором описывалась нищенская и жалкая жизнь молодого провинциала, считавшего себя гением и не желавшего отказаться от амбиций. Героя Гамсуна сравнивали с героями Достоевского. Кнут Гамсун считается крупнейшим представителем модернизма в норвежской литературе. В его произведениях появились такие литературные приёмы, как поток сознания и внутренний монолог, которые позднее получат большое распространение в прозе Джойса, Пруста и Вирджинии Вульф. Венцом творчества Гамсуна стал роман «Плоды земли» (1917), который принес Гамсуну Нобелевскую премию в 1920 году.

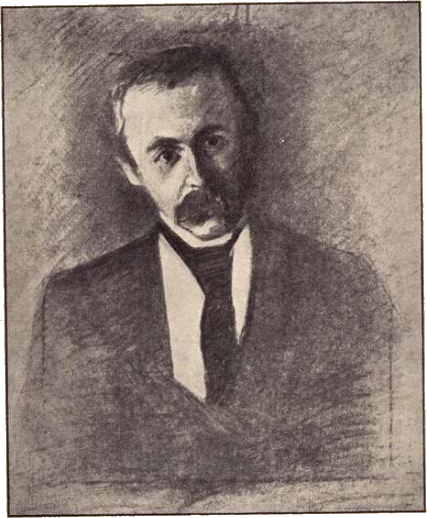
Сигбьёрн Обстфельдер

Поэтические традиции норвежского модернизма и символизма представлены лирикой Сигбьёрна Обстфельдера. Обстфельдер был признанным новатором, мастером нерифмованного стиха (поэзия в прозе). Его лирика отличалась неожиданными поворотами сюжета, была остроумной и обладала скрытым смыслом. Герои Обстфельдера искали смысл жизни во внутренней красоте вещей и явлений. При жизни Обстфеллера было опубликовано всего несколько рассказов и стихотворений — сборник «Стихотворения» вышел в 1893 году, а пьеса «Красные капли» была опубликована в 1897 году. В 1900 году уже после смерти поэта вышли отрывки из «Дневника пастора».
Наибольшего расцета норвежский модернизм достиг в 60-е годы XX века. Появилась плеяда молодых, хорошо образованных авторов, которые на базе студенческого журнала «Профиль» (норв. Profil) Университета Осло образовали Группу Профиль. Они экспериментировали с разными литературными формами. Особо популярными стали документальные и социально-реалистические романы Дага Сульстада (норв. Dag Solstad), Тура Обрестада (норв. Tor Obrestad) и Эспена Ховардсхолма (норв. Espen Haavardsholm).
Одним из наиболее ярких представителей модернизма в современной норвежской литературе считается Юн Фоссе. Литературовед по образованию, Фоссе пишет свои произведения на новонорвежском языке. Его прозе свойственна ритмичная структура, внутренние монологи. Известность ему принёс роман «Моток ниток» (норв. Naustet, 1989), в основе сюжета которого лежит, казалось бы, банальная история любовного треугольника. Роман, однако, примечателен формой повествования: в нём авторское «Я» и «Я» главного героя иногда не совпадают. «Моток ниток» — первый метароман (произведение с двуплановой художественной структурой) Фоссе.
Я смотрю на литературу (…) как на траур. Не тот, который
мы должны пережить, но тот, который мы должны носить.Юн Фоссе
В 2010 году Юну Фоссе была присуждена престижная литературная награда — Международная премия Ибсена. Пьесы и драмы Юна Фоссе успешно ставятся и идут во многих европейских театрах. Фоссе считается современным классиком норвежской литературы, своеобразной визитной карточкой страны.

### Проза XX века
| Имя (по-русски)              | Оригинал имени              | Годы жизни | Наиболее известные произведения                                                                |
| ---------------------------- | --------------------------- | ---------- | ---------------------------------------------------------------------------------------------- |
| Альнес, Финн                 | Finn Alnæs                  | 1932—1991  | «Колосс», 1963                                                                                 |
| Альнес, Карстен              | Karsten Alnæs               | р. 1938    | автор исторической прозы                                                                       |
| Амбьёрнсен, Ингвар           | Ingvar Ambjørnsen           | р. 1956    | «Самсон и Роберто», «Кровные братья»                                                           |
| Андерсен, Мерете Моркен      | Merete Morken Andersen      | р. 1965    | Hav av tid («Море времени»)                                                                    |
| Ангель, Олаф                 | Olav Angell                 | р. 1932    | поэт, писатель-фантаст                                                                         |
| Аркина, Нина                 | Nina Arkina                 | 1891—1980  | автор биографий                                                                                |
| Арнесс, Свирре               | Sverre Årnes                | р. 1949    | автор комиксов и рассказов                                                                     |
| Арвола, Ингеборг             | Ingeborg Arvola             | р. 1974    | детская писательница                                                                           |
| Аскильдсен, Хьелль           | Kjell Askildsen             | р. 1929    | «Внезапная спасительная мысль»                                                                 |
| Ауст, Курт                   | Kurt Aust                   | р. 1955    | «Алхимия мести»                                                                                |
| Баккан, Ингвальд             | Engvald Bakkan              | 1897—1982  | трилогия Krossen er din, Gjenom fossane и Regnbogen i toreskya                                 |
| Бэнг, Карин                  | Karin Bang                  | р. 1928    | Blues (1968)                                                                                   |
| Бэнг, Пер                    | Per Bang                    | 1922—2010  | Den Norske Klub i London 75 år (1962)                                                          |
| Бэнг-Хансен, Одд             | Odd Bang-Hansen             | 1908—1984  | Mette og Tom i fjellet (1948)                                                                  |
| Барман, Оле                  | Ole Barman                  | 1897—1983  | Fast i fjellet (1930)                                                                          |
| Бауэр, Ола                   | Ola Bauer                   | 1943—1999  | Humlehjertene (1980)                                                                           |
| Беннеше, Олаф                | Olaf Benneche               | 1883—1931  | Juvet (1928)                                                                                   |
| Берг, Ларс                   | Lars Berg                   | 1901—1969  | Petter Dass (1967)                                                                             |
| Берггрен, Арне               | Arne Berggren               | 1960—1999  | Stillemannen (1992)                                                                            |
| Бертлинг, Берит              | Berit Bertling              | р. 1966    | Milla og stallkrigen (1999)                                                                    |
| Бесиге, Бертран              | Bertrand Besigye            | р. 1972    | Svastikastjernen (2004)                                                                        |
| Билле, Ирен Ибсен            | Irene Ibsen Bille           | 1901—1985  | Det leende vindue (1965)                                                                       |
| Бинг, Джон (писатель)        | Jon Bing                    | р. 1944    | Around the sun in a circle (1967)                                                              |
| Бьёрлюкке, Оскар Стейн       | Oskar Stein Bjørlykke       | 1939—1999  | Kom til dammen! (2003)                                                                         |
| Бьёрнебу, Йенс               | Jens Bjørneboe              | 1920—1976  | «Без единой нитки» (1966)                                                                      |
| Бьёрнсет, Финн               | Finn Bjørnseth              | 1924—1973  | Vuggevise for aftenlandet (1962)                                                               |
| Бёге, Кари                   | Kari Bøge                   | р. 1950    | Søster Viviann (1988)                                                                          |
| Бойер, Йохан                 | Johan Bojer                 | 1972—1959  | Vor egen stamme (1924)                                                                         |
| Бульстад, Эйвинд             | Øivind Bolstad              | 1905—1979  | Den røde begonia (1947)                                                                        |
| Боманн-Ларсен, Тур           | Tor Bomann-Larsen           | р. 1951    | биографии полярных исследователей Амундсена и Нансена, биография писателя Сигурда Кристиансена |
| Бу, Сигрид                   | Sigrid Maren Boo            | 1898—1953  | Vi som går kjøkkenveien (1930)                                                                 |
| Борхгревинк, Оги             | Aage Borchgrevink           | р. 1969    | Folkevandringer (2004)                                                                         |
| Брорвиг, Ганс                | Hans Braarvig               | 1905—1986  | Stormen (1950)                                                                                 |
| Бротен, Оскар                | Oskar Braaten               | 1881—1939  | Den store barnedåpen (1925)                                                                    |
| Брантенберг, Герд            | Gerd Brantenberg            | р. 1941    | Egalias døtre (1977)                                                                           |
| Брекке, Пол                  | Paal Brekke                 | 1923—1993  | Aftenen er stille (1977)                                                                       |
| Брекке, Турил                | Toril Brekke                | р. 1949    | Filmen om Chatilla (1983)                                                                      |
| Бринкман, Алекс              | Alex Brinchmann             | 1888—1978  | Mysteriet Steegener (1927)                                                                     |
| Бродал, Свен Эрик            | Svein Erik Brodal           | р. 1939    | Hard asfalt (1986)                                                                             |
| Бродин, Элин                 | Elin Brodin                 | р. 1963    | Bivirkninger (2007)                                                                            |
| Брёггер, Нильс Кристиан      | Niels Christian Brøgger     | 1914—1966  | Helter og halvguder hos kelterne (1961)                                                        |
| Брёггер, Вальдемар Кристофер | Waldemar Christofer Brøgger | 1911—1991  | Den osynliga fronten («„Невидимый фронт“», 1943)                                               |
| Бронкен, Пер                 | Per Bronken                 | 1935—2002  | Kom drikk også mitt blod (1955)                                                                |
| Карлинг, Финн                | Finn Carling                | 1925—2004  | пьеса Broen                                                                                    |
| Карлсон, Камилла             | Camilla Carlson             | 1930—1990  | Sanden og havet (1958)                                                                         |
| Кармона-Альварес, Педро      | Pedro Carmona-Alvarez       | р. 1972    | La det bare bli blåmerker igjen (2000)                                                         |
| Каспари, Теодор              | Theodor Caspar              | 1853—1948  | Vintereventyr (1901)                                                                           |
| Кристенсен, Кристиан         | Christian A. R. Christensen | 1906—1967  | Fra verdenskrig til verdenskrig                                                                |
| Кристенсен, Ларс Соби        | Lars Saabye Christensen     | р. 1953    | «Полубрат» (2001)                                                                              |
| Кристенсен, Сигурд           | Sigurd Christiansen         | 1891—1947  | To levende og en død (1931)                                                                    |
| Кристов, Сольвиг             | Solveig Christov            | 1918—1984  | Det hemmelige regnskap (1957)                                                                  |
| Кольбан, Адольфина-Мария     | Marie Colban                | 1914—1984  | L’Institutrice                                                                                 |
| Даль, Доротея                | Dorthea Dahl                | 1881—1958  | Byen paa Berget (1925)                                                                         |
| Даль, Нильс Фредерик         | Niels Fredrik Dahl          | р. 1957    | På vei til en venn (2002)                                                                      |
| Даль, Тур Эйвин              | Tor Edvin Dahl              | р. 1943    | Etterforskning pågår (1973)                                                                    |
| Доред, Элизабет              | Elisabeth Dored             | 1908—1972  | Jeg elsket Tiberius (1964)                                                                     |
| Дуун, Улаф                   | Olav Duun                   | 1876—1939  | «Марьяна» (1908)                                                                               |

Норвежская литература первой половины XX века представлена рядом именитых писателей. Среди них — Аксель Сандемусе, на творчество которого в значительной степени также повлияли идеи Фрейда. В частности, он признавал решающую роль детских и юношеских переживаний в становлении личности. Идеи Сандемусе в полной мере нашли своё отражение в его психологичной полуавтобиографичной повести «Беглец пересекает свой след» (норв. En flyktning krysser sitt spor, 1933). В этом романе Сандемусе сформулировал знаменитый свод законов Янте (норв. Jante), который стал нарицательным и хрестоматийным даже за пределами Норвегии. Янте — нелицеприятная характеристика невежественного и высокомерного, своего рода «стадного» инстинкта, присущего, по мнению писателя, обитателям провинциальных городков. Родной город матери Сандемусе стал прототипом городка, в котором происходит действие романа. Та же социально-психологическая направленность свойственна и другому писателю этого периода — Сигурду Хулю. Его произведения легли в основу нескольких кинолент, в частности роман «Грешники на летнем солнце» (норв. Syndere i sommersol, 1927), принесший ему большой успех, был дважды экранизирован.

Одним из наиболее известных писателей первой половины XX века является Юхан Борген, который начал свою творческую карьеру с журналистики. Его литературный дебют состоялся в 1925 году сборником повестей «Во тьму», который был написан под впечатлением от творчества Кнута Гамсуна. Повести сборника повествовали об одиночестве, разочаровании, заблуждениях и «самокопании». Вся ранняя проза Боргена пронизана идеей нравственного выбора, который должен сделать человек. Большое влияние на творчество писателя оказали трагические для Норвегии события 1940 года. После вторжения немецких войск на территорию Норвегии, Юхан Борген стал активным участником движения Сопротивления. В годы войны Борген занимался публицистикой и сотрудничал с газетой «Дагбладет», а после закрытия газеты Борген попал в концлагерь Грини. События того времени легли в основу романа «Дни в Грини» (1945). Борген был освобождён из концлагеря и вскоре перебрался в Швецию, где написал несколько произведений, вошедших в сборник «По ту сторону норвежской границы» (опубликован в Стокгольме, 1943). 
Пусть норвежский национальный дух, норвежская культура находятся
 в подполье и изгнаны за пределы родной страны, но они не сломлены, 
 и представители норвежской интеллигенции  во весь голос заявляют
 об этом.Кнут Хергель
Военная тематика была продолжена в следующих романах Боргена: «Лета нет и не будет» (1944), в котором писатель описал годы оккупации столицы Норвегии, жизнь в которой была практически парализована и наполнена драматизмом, а роман 1946 года «Тропа любви» был посвящён психологическому и социальному анализу возникновения фашизма в Норвегии в частности.

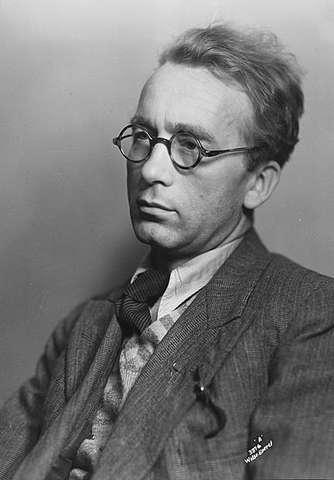
Аксель Сандемусе в 1934 году

В 1947 году в составе большой делегации литераторов, Борген посетил Советский Союз. В результате поездки появилась книга «Из Ленинграда в Армению», которая была опубликована в том же году. Военная тематика однако не была программной для Боргена. По мнению критиков, писатели-модернисты Норвегии считали Боргена своим единомышленником и даже духовным наставником. Сам же Борген о себе и своем творчестве отзывался так: «С годами хочется быть писателем не для группы избранных, а чтобы многие читали и понимали тебя». Наиболее известной книгой Юхана Боргена стала Трилогия о Маленьком Лорде Вилфреде Сагене: «Маленький лорд», «Тёмные источники», «Теперь ему не уйти».
В прозе другого активиста норвежского Сопротивления, писателя и журналиста Ларса Берга (1901—1969), ощущается влияние идей фрейдовского психоанализа. Так, в его повести «Men det var det ingen som visste» 1934 года и последовавшей в 1935 году повести «Du er den første kvinne», Берг откровенно рассуждает на темы сексуальности. Эти произведения вызвали неоднозначную реакцию в норвежском обществе и стали предметом дискуссий в конце 1930-х годов. После войны он опубликовал пьесу «Мария» (норв. Maria), в которой рассказывается о реабилитационном центре для девушек, оказавшихся в тяжёлой жизненной ситуации. Пьеса снискала большую популярность, была поставлена на сцене нескольких театров, а также адаптирована для радиопостановки. За свою литературную деятельность Ларс Берг был награждён премией Фонда Мадса Виля Нюгора в 1968 году.
Послевоенная норвежская литература представлена целым рядом авторов, на судьбу и творчество которых так или иначе повлияла Вторая мировая война. Было опубликовано множество документальных воспоминаний и отчётов о войне, написанных в том числе освобождёнными из немецкого плена, участниками норвежского Сопротивления. Наиболее известными авторами этого периода были Лисе Бёрсум (норв. Lise Børsum, 1908—1985). Бёрсум прошла через концентрационный лагерь Грини, была узницей Равенсбрюка по директиве «Ночь и туман». После освобождения Лисе написала несколько книг о годах в лагерях: «Fange i Ravensbrück» (1946), «Speilbilder» (1947). В 1951 годы вышла её книга о советских лагерях «Fjerndomstol Moskva». Одд Нансен, который считается одним из основателей ЮНИСЕФ, также внёс вклад в развитие послевоенной норвежской литературы. В 1947 году вышли его дневники о застенках гестапо и концлагере Заксенхаузен. Что касается художественной литературы этого времени, то она также, в основном, посвящена войне. В 1945 году опубликован роман Сигурда Эвенсму «Беглецы» (норв. Englandsfarere).
Для норвежской литературы 50-х годов XX века свойственны произведения, написанные под влиянием модернистского течения, а также остросоциальные романы в духе психологического реализма. Наиболее ярким представителем нового поколения в литературе является Агнер Мюкле (1915—1994). В 1956 году вышла его книга «Песнь о красном рубине» (норв. Sangen om den røde rubin), которая стала поводом к судебным разбирательствам. Мюкле и его издателя обвинили в публикации аморальных и непристойных материалов, а судебный процесс растянулся на несколько лет. Мюкле стал затворником, и в период с 1957 по 1993 год не было опубликовано ни одной его фотографии, а первое интервью вышло лишь в 1993 году, незадолго до его смерти. В 1953 году вышел сборник коротких рассказов «Heretter følger jeg deg helt hjem» молодого писателя Кьеля Аскильдсена. Этот сборник так же, как и книга Мюкле, имел непростую судьбу: был объявлен аморальным, и был изъят из библиотек вскоре после публикации. Аскильдсена называют величайшим в Скандинавии мастером короткого рассказа.
В 1965 году в Норвегии законодательно закрепилось правило, согласно которому государство, в лице Норвежского совета по делам культуры (норв. Norsk kulturråd) закупает 1000 экземпляров любого опубликованного литературного произведения при условии, что оно отвечает нескольким необходимым критериям. Закупленные книги распространялись по норвежским библиотекам. Это, а также создание в 1976 году Норвежского книжного клуба «Новая книга» (англ. Bokklubben Nye Bøker), дало новый толчок развитию норвежской литературы.
В начале 1970-х годов новую силу набирает Норвежский союз писателей (англ. Den norske Forfatterforening). Союз развернул бурную политическую деятельность, вёл борьбу за права писателей. По всей стране писатели стали объединяться в региональные писательские союзы. Стали появляться литературные журналы, в которых публиковались не только профессиональные писатели, но и любители. Одним из таких изданий был журнал «Профиль», среди задач которого было не дать норвежской литературе отстать от европейской. Начиная с 1965 года в журнале печатались произведения молодых авторов, многие из которых позднее прославили норвежскую литературу. На некоторое время «Профиль» стал площадкой для писателей и поэтов-модернистов. Среди авторов журнала в разные годы были Ян Эрик Вольд, Даг Сульстад, Эльдрид Лунден, Эйнар Экланн, Пол-Хельге Хоген и другие.
Ряд ведущих норвежских писателей и поэтов, состоявших в Рабочей коммунистической партии, среди которых были Даг Сульстад, Эспен Ховардсхолм и Тур Обрестад, стояли на том, что литература должна служить рабочим слоям населения. Наиболее ярким произведение этого периода был роман Сульстада Arild Asnes (1970).

### Проза XXI века

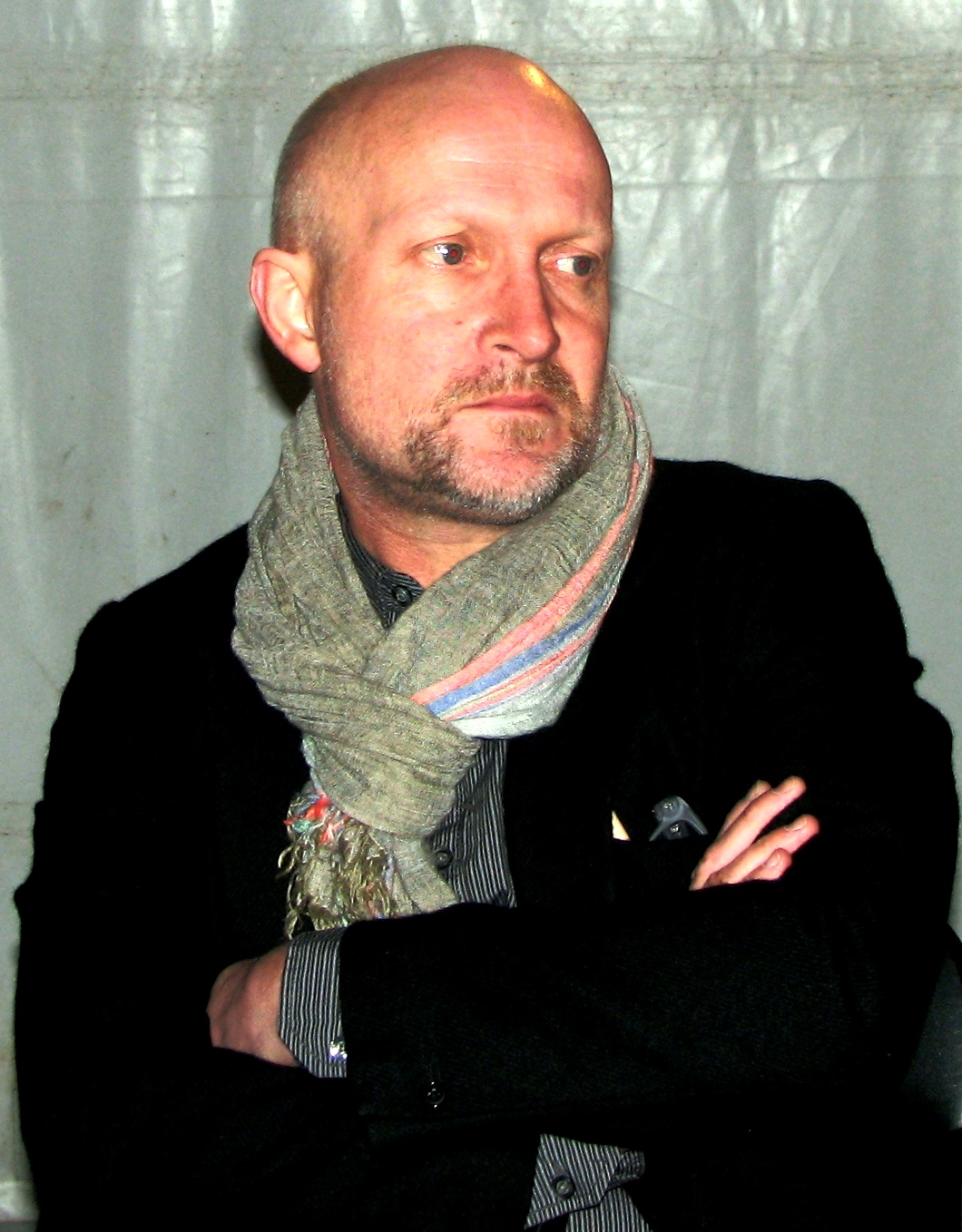
Ларс Соби Кристенсен в 2010 году

Среди современных норвежских писателей отдельное место занимает Ларс Соби Кристенсен, автор нашумевшего романа «Полубрат», семейная сага, принёсшая автору премию Северного Совета. Кристенсен является признанным классиком норвежской литературы, его произведения переведены на 30 мировых языков, что является абсолютным рекордом для норвежской литературы. Литературные критики и книжные обозреватели не скупятся на лестные оценки его творчества, в частности называя его «величайшим», а его книгу «гениальной».
Я стал писателем, потому что электрогитара была похожа на цветок.«Цирк Кристенсена»
Большой вклад в норвежскую литературу вносит Ян Кьерстад (норв. Jan Kjærstad, р. 1953 г.), который по мнению критиков фактически возродил и переосмыслил роман как жанр норвежской литературы. В 2001 году он получил премию Северного Совета за роман «Oppdageren», последнюю часть трилогии о вымышленном персонаже Йонасе Вергеланде (норв. Jonas Wergeland).
В 2006 году был опубликован сатирический роман Томаса Каппелена Маллинга «Техники ниндзя II» (норв. Ninjateknikk II. Usynlighet i strid 1978). Книга представляет собой якобы военный учебник под авторством норвежского политика и дипломата Арне Трехольта, который был обвинён в шпионаже в пользу Советского Союза и осуждён на 20 лет тюрьмы. В книге Трехольт организовывает в лесах Норвегии лагерь, где тренируется отряд ниндзя, противостоящий вооружённым силам НАТО и Советского Союза времён холодной войны.
Семейная сага как литературный жанр весьма популярна в норвежской литературе. Линн Ульман, дочь норвежской актрисы Лив Ульман и знаменитого шведского режиссёра Ингмара Бергмана, стала автором популярного романа «Благословенное дитя», семейной истории с элементами автобиографии и воспоминаний. Книга была номинирована на литературную премию британского издания The Independent в 2009 году.
В популярном жанре детективной прозы в Норвегии работают несколько знаменитых авторов, в числе которых Ю Несбё, Курт Юст, Карин Фоссум, Анне Хольт.

### Поэзия
| Имя (по-русски)       | Оригинал имени            | Годы жизни | Творческий путь |
| --------------------- | ------------------------- | ---------- | --- |
| Олаф Булль            | Olaf Bull                 | 1883—1933  | сын писателя Якоба Булля, отец поэта Яна Булля |
| Альф Ларсен           | Alf Larsen                | 1885—1967  | дебютировал поэтическим сборником Vinterlandet в 1912 году |
| Рудольф Нильсен       | Rudolf Nilsen             | 1901—1929  | поэт, активист Социалистического союза молодежи Норвегии (Norges Socialdemokratiske Ungdomsforbund), дебютировал поэтическим сборником På stengrunn в 1925 году. Умер от воспаления лёгких                    |
| Пер Арнсберг          | Per Arneberg              | 1901—1981  | составитель антологии норвежской поэзии, лауреат литературной премии Riksmål Society Literature Prize |
| Ингер Хагеруп         | Inger Hagerup             | 1905—1985  | поэтический дебют в 1939 году сборником лирики Jeg gikk meg vill i skogene |
| Улав Хауге            | Olav H. Hauge             | 1908—1994  | модернизм, перевод западноевропейской поэзии |
| Аслаг Ластад Лигре    | Aslaug Låstad Lygre       | 1910—1966  | дебютировала поэтическим сборником No blømer alle rosene в 1943 году, лауреат литературной премии Gyldendal’s Endowment                                                                                       |
| Клес Гилл             | Claes Gill                | 1910—1973  | поэт-символист |
| Астрид Андерсен       | Astrid Hjertenæs Andersen | 1915—1985  | модернизм, символизм |
| Ян-Магнус Брухайм     | Jan-Magnus Bruheim        | 1914—1988  | детский поэт и писатель, лауреат премии Dobloug Prize |
| Андре Бьёрк           | Jarl André Bjerke         | 1918—1985  | автор поэзии для детей и взрослых, а также детективной прозы |
| Йенс Бьёрнебу         | Jens Ingvald Bjørneboe    | 1920—1976  | поэт, писатель и художник. Покончил с собой |
| Ранхильда Магерё      | Ragnhild Magerøy          | 1920—2010  | дебютировала поэтическим сборником Gunhild в 1957 году, лауреат литературной премии Dobloug Prize |
| Поль Брекке           | Paal Brekke               | 1923—1993  | лауреат нескольких литературных премий, «отец» норвежского модернизма в поэзии |
| Арнъёт Эгген          | Arnljot Eggen             | 1923—2009  | лауреат нескольких литературных премий, автор поэзии и прозы для детей |
| Финн Бьёрнсет         | Finn Bjørnseth            | 1924—1973  | поэт и писатель, лауреат литературной премии Gyldendal’s Endowment |
| Одд Абраамсен         | Odd Abrahamsen            | 1924—2001  | лауреат нескольких литературных премий |
| Арнольд Эйдслотт      | Arnold Eidslott           | р. 1926    | поэзия на христианскую тематику |
| Эрлинг Кристи         | Erling Christie           | 1928—1996  | поэт-модернист, стоял у истоков норвежского модернизма как в прозе, так и в поэзии. В возрасте 30 лет ослеп и потерял работу                                                                                  |
| Олаф Ангель           | Olav Angell               | р. 1932    | поэтический дебют состоялся в 1966 году сборником стихов «Бурлеск» (норв. Burlesk), писал научно-фантастическую прозу, был редактором литературных журналов «Профиль» (англ. Profil) и «Окно» (англ. Vinduet) |
| Колбейн Фолкид        | Kolbein Falkeid           | р. 1933    | лиричная, психологичная поэзия. Тексты были положены в основу музыкальных композиций норвежской фольк-группы Vamp                                                                                             |
| Стейн Мейрен          | Stein Mehren              | р. 1935    | дебютировал в 1950 году поэтическим сборником Gjennom stillheten en natt, лауреат нескольких литературных премий                                                                                              |
| Ингвар Му             | Ingvar Moe                | 1936—1993  | дебютировал в 1975 году поэтическим сборником Løktastolpefrø лауреат нескольких литературных премий, в том числе Tarjei Vesaas' debutantpris                                                                  |
| Сидсель Мёрк          | Sidsel Mørck              | р. 1937    | дебютировала в 1967 году поэтическим сборником Et ødselt sekund лауреат литературной премии, в том числе Mads Wiel Nygaards Endowment                                                                         |
| Арвид Тургейр Ли      | Arvid Torgeir Lie         | р. 1938    | лауреат нескольких литературных премий |
| Тур Обрестад          | Tor Obrestad              | р. 1938    | поэтический дебют сборником Kollisjon в 1966 году, лауреат нескольких литературных премий, в том числе Tarjei Vesaas' debutantpris                                                                            |
| Эльдрид Лунден        | Eldrid Lunden             | р. 1940    | модернизм |
| Эйнар Ёкланд          | Einar Økland              | р. 1940    | поэтический дебют сборником Ein gul dag в 1963 году, лауреат нескольких литературных премий, в том числе Gyldendal’s Endowment                                                                                |
| Терьё Йоханссен       | Terje Johanssen           | 1942—2005  | дебютировал в 1975 году поэтическим сборником Vegen å gå. Лауреат литературной премии Gyldendal’s Endowment                                                                                                   |
| Бьёрн Аамондт         | Bjørn Aamodt              | 1944—2006  | лауреат нескольких европейских литературных премий |
| Поль-Хельге Хауген    | Paal-Helge Haugen         | р. 1945    | адаптация японской и китайской поэзии поэзии на норвежский язык |
| Брит Карин Ларсен     | Britt Karin Larsen        | р. 1945    | дебютировала в 1978 году поэтическим сборником 5 mg blues og andre dikt. Лауреат нескольких литературных премий, в том числе Gyldendal’s Endowment                                                            |
| Эрлинг Киттельсен     | Erling Kittelsen          | р. 1946    | литературный дебют состоялся в 1970 году поэтическим сборником Ville fugler |
| Ингер Элизабет Хансен | Inger Elisabeth Hansen    | р. 1950    | поэтесса и переводчик, опубликовала сборник стихов на испанском языке, лауреат нескольких литературных премий                                                                                                 |
| Том Лотерингтон       | Tom Lotherington          | р. 1950    | литературный дебют состоялся в 1972 году поэтическим сборником Hverdagsfantasier |
| Сесиль Лёвэйд         | Cecilie Løveid            | р. 1951    | литературный дебют состоялся в 1972 году поэтическим сборником Most, лауреат премии Gyldendal’s Endowment |
| Джо Эгген             | Jo Eggen                  | р. 1952    | поэтический дебют состоялся в 1980 году сборников стихов «Ting og tings skygger». Лауреат премии Tarjei Vesaas' debutantpris                                                                                  |
| Тор Ульвен            | Tor Ulven                 | 1953—1995  | сюрреализм |
| Финн Ёглэнд           | Finn Øglænd               | р. 1957    | поэт и писатель, переводчик |
| Эйвинд Берг           | Øyvind Berg               | р. 1959    | лирическая поэзия |
| Гру Дале              | Gro Dahle                 | р. 1962    | детская проза и поэзия |
| Катрине Грёндаль      | Cathrine Grøndahl         | р. 1969    | дебютировала поэтическим сборником Riv ruskende rytmer в 1993 году, лауреат премии Tarjei Vesaas' debutantpris                                                                                                |
| Мортен Ён             | Morten Øen                | р. 1969    | дебютировал поэтическим сборником I grønnskyggene в 1990 году, лауреат нескольких литературных премий, в том числе Halldis Moren Vesaas Prize                                                                 |
| Стейнар Опстад        | Steinar Opstad            | р. 1971    | дебютировал поэтическим сборником Tavler og bud в 1996 году |
| Гуннхильда Ёйхауг     | Gunnhild Øyehaug          | р. 1975    | дебютировала поэтическим сборником Slaven av blåbæret в 1998 году |

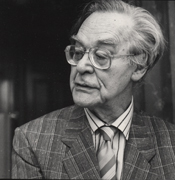
Ролф Якобсен

Традиции модернизма, заложенные в поэзии Норвегии Сигбьёрном Обстфеллером, были продолжены в XX веке поэтом Ролфом Якобсеном (1907—1994). Основной тематикой его произведений были природа и технология. Норвежцы называют Якобсена «Зелёным поэтом». Славу ему принёс первый же сборник стихов «Земля и Железо» (норв. Jord og jern), вышедший в 1933 году.
Среди наиболее значительных норвежских поэтов XX века традиционно упоминают Улава Хауге (1908—1994), поэта-модерниста, который также стал знаменит благодаря переводам на норвежский язык европейских поэтов: Альфреда Теннисона, Уильяма Йейтса, Роберта Браунинга, Стефана Малларме и других. Другой норвежский лирик, Поль-Хельге Хауген (р. 1945), считается представителем послевоенной поэтической школы. Его литературный вклад не ограничивается поэзией; Хауген написал множество детских книг, романов и пьес. Поэтическая деятельность Хаугена началась с адаптации японской и китайской поэзии. В 1965 году был опубликован перевод и адаптация японских хайку (норв. Blad frå ein austleg hage). К 2010 году им опубликовано более 18 сборников собственной поэзии. Следует отметить и Эльдрид Лунден (р. 1940), современную норвежскую поэтессу-модернистку, лауреатку множества литературных премий.
Особняком среди современных поэтов Норвегии стоит Тур Ульвен (1953—1995), один из наиболее значительных поэтов-сюрреалистов Норвегии. На его творчество огромное влияние оказал Андре Бретон. Ульвен отличался замкнутостью и за всю свою литературную карьеру дал всего одно интервью. Его образ лёг в основу одного из двух героев фильма «Реприза» норвежского режиссёра Йоакима Триера, лауреата многих кинофестивалей. По невыясненным причинам 18 мая 1995 года Ульвен покончил с собой. Поэтесса Гру Дале (р. 1962) — лауреат Международного фестиваля в Бергене, её творчеству свойственны черты имажинистской и наивной поэзии. В 2002 году Дале получила премию Браги.

### Детская литература
| Имя (по-русски)         | Оригинал имени          | Годы жизни | Наиболее известные произведения          |
| ----------------------- | ----------------------- | ---------- | ---------------------------------------- |
| Амбьёрнсен, Ингвар      | Ingvar Ambjørnsen       | р. 1956    | Pelle og Proffen                         |
| Андерсен, Мерете Моркен | Merete Morken Andersen  | р. 1965    | Hav av tid (2002)                        |
| Орнес, Сверре           | Sverre Årnes            | р. 1949    | Blodsbånd                                |
| Арвола, Ингеборг        | Ingeborg Arvola         | р. 1974    | Korallhuset (1994)                       |
| Баккан, Энгвальд        | Engvald Bakkan          | 1897—1982  | Krossen er din                           |
| Бэнг, Карин             | Karin Bang              | р. 1928    | Katten på Sjørøverøya (1994)             |
| Бэнг-Хансен, Одд        | Odd Bang-Hansen         | 1908—1984  | Mette og Tom i fjellet (1948)            |
| Белсвик, Руни           | Rune Belsvik            | р. 1956    | Verdens mest forelska par (2001)         |
| Беннеке, Олаф           | Olaf Benneche           | 1883—1931  | Juvet (1928)                             |
| Берггрен, Арне          | Arne Berggren           | р. 1960    | Stillemannen (1992)                      |
| Бьёрлюкке, Оскар Стейн  | Oskar Stein Bjørlykke   | р. 1939    | Kom til dammen! (2003)                   |
| Бьюн, Сессиль Сольбёрг  | Sissel Solbjørg Bjugn   | р. 1947    | Jente i bitar (1992)                     |
| Блумберг, Венче         | Wenche Blomberg         | р. 1943    | Jeg skal få en katt (1983)               |
| Бёрретзен, Одд          | Odd Børretzen           | р. 1926    | Min barndoms verden (1997)               |
| Боманн-Ларсен, Тур      | Tor Bomann-Larsen       | р. 1951    |                                          |
| Брекке, Торил           | Toril Brekke            | р. 1949    | Gutten i regnet (1978)                   |
| Бренден, Лайла          | Laila Brenden           | р. 1956    | серия книг Hannah                        |
| Брухайм, Ян-Магнус      | Jan-Magnus Bruheim      | 1914—1988  | Skrythøna (1956)                         |
| Вестли, Анне-Катарина   | Anne-Catharina Vestly   | 1920—2008  | «Мама, папа, восемь детей и грузовик»    |
| Гордер, Юстейн          | Jostein Gaarder         | р. 1952    | «Мир Софии»                              |
| Гордер, Ингер Маргрете  | Inger Margrethe Gaarder | 1926—1993  | Nikolai begynner på skolen (1977)        |
| Граннеман, Элизабет     | Elisabeth Granneman     | 1930—1992  |                                          |
| Дале, Гру               | Gro Dahle               | р. 1962    | «Сердитый Человек» (Sinna Mann)          |
| Даль, Тур Эдвин         | Tor Edvin Dahl          | р. 1943    | Guds tjener (1973)                       |
| Давик, Ингебрайт        | Ingebrigt Davik         | 1925—1991  | Det hende i Taremareby (1960)            |
| Егген, Арньёт           | Arnljot Eggen           | 1923—2009  | Den lange streiken                       |
| Экман, Фам              | Fam Ekman               | р. 1946    | Hva skal vi gjøre med lille Jill? (1976) |
| Эриксен, Хельга Гунерис | Helga Gunerius Eriksen  | р. 1950    | Båten i treet (1988)                     |
| Формэ, Терьё            | Terje Formoe            | р. 1949    | серия книг Kaptein Sabeltann             |
| Фретхейм, Тур           | Tor Fretheim            | р. 1946    | Englene stanser ved Eventyrbrua (1986)   |
| Хагеруп, Хильда         | Hilde Hagerup           | р. 1976    | Løvetannsang (2002)                      |
| Лу, Эрленд              | Erlend Loe              | р. 1969    | 0"Курт и рыба"                           |
| Парр, Мария             | Maria Parr              | р. 1981    | «Вафельное сердце»                       |
| Синкен Хопп             | Zinken Hopp             | 1905—1987  | «Волшебный мелок»                        |
| Скотт, Габриэль         | Gabriel Scott           | 1874—1958  | Sølvfaks som reiste ut i den vide verden |

Основанная на мифах и легендах норвежская детская литература — успешный жанр.
Первая детская хрестоматия была опубликована в 1798 году. В 1851 году вышла первая книга сказок для детей — «В водоёме и в пруду», норвежского писателя и коллекционера сказок Йоргена Му. Сказки были адаптированы и изложены на понятном, простом языке. В 1874 году вышел сборник норвежских сказок «Norske Folkeeventyr» другого норвежского писателя и собирателя фольклора, Петера Кристена Асбьёрнсена. Многие из вошедших в сборник сказок были собраны Асбьёрнсеном во время путешествия по Норвегии, которое он совершал вместе с Йоргеном Му. Писатели выпустили ещё несколько сборников, привлекая к работе над книгами иллюстраторов. Наиболее известными среди них были Эрик Вереншёлль и Теодор Киттельсен. Сборники неоднократно переиздавались, а сами сказки были переведены на многие языки мира.
Настоящим новатором детской литературы стала писательница Диккен Цвильгмейер (1853—1913), которая написала серию из 12 книг об Ингер Йоханне, девочке из маленького городка. Эти рассказы стали классикой детской литературы, первыми юмористическими историями для детей о детях.
В 1949 году вышла сатирическая сказка «Волшебный мелок» (норв. Trollkrittet) норвежской писательницы Синкен Хопп, о маленьком мальчике Юне, который получил в подарок от колдуньи волшебный мелок, с помощью которого нарисовал себе друга, Софуса. Это смешная и трогательная история о мальчике и его нарисованном друге, а также о бедной колдунье, которая вынуждена ежедневно наколдовывать себе еду и деньги для уплаты налогов. Немаловажную роль в книге играют иллюстрации автора.

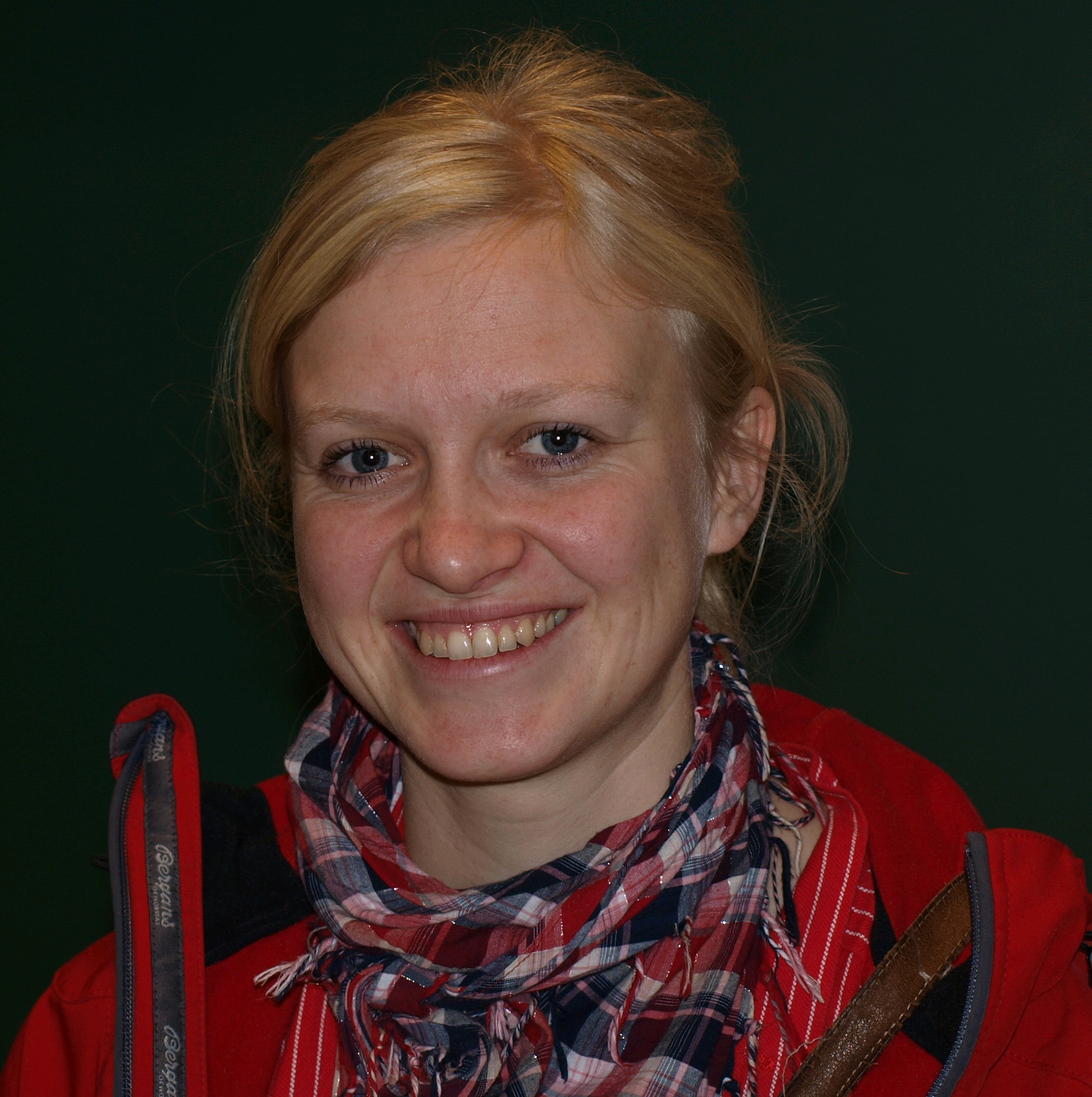
Мария Парр, 2009

В том же году вышла другая детская книга, завоевавшая популярность как в Норвегии, так и за её пределами. Турбьёрн Эгнер опубликовал повесть «Кариус и Бактериус» о двух маленьких человечках, которые жили в дупле больного зуба мальчика по имени Йенс. Каждая глава повести оканчивалась смешным стишком о гигиене рта.
Среди современных норвежских детских писателей выделяются лауреаты многих литературных премий Гру Дале, Юстейн Гордер и Мария Парр.
Книги писательницы и поэтессы Гру Дале известны не только текстами, но и иллюстрациями, автором которых является муж писательницы, Свейн Нихус. Плодом совместной работы стало более 30 книг, многие из которых были удостоены различных профессиональных премий, а повесть «Сердитый человек» (2003) была названа лучшей книгой для детей по мнению Министерства Культуры Норвегии.
«Мир Софии» Гордера — это история девочки Софии, которая неожиданно начинает получать письма от некоего незнакомца, в которых он тонко и доступно объясняет сложные вещи и отвечает на самые трудные вопросы, такие, как «Кто мы?», «Откуда мы?» и т. д.
Мария Парр — одна из звёзд современной норвежской литературы. Её нередко называют новой Астрид Линдгрен. Её дебют состоялся в 2005 году, когда был опубликован роман «Вафельное сердце». В том же году книга получила премию «За детскую литературу на новонорвежском», а в 2008 году премию «Серебряный грифель». «Вафельное сердце» — это повесть о двух друзьях, девочке Лене Лид и мальчике Трилле. Они попадают в массу смешных и поучительных ситуаций, познают окружающий мир, учатся дружить и понимать друг друга. Следующая книга Парр, «Тоня Глиммердал», также стала бестселлером и получила в 2009 году литературную премию Браги. В 2017 году вышло долгожданное продолжение «Вафельного сердца» — «Вратарь и море» (книгу перевели и выпустили на русском в 2019 году). Во второй книге Лена и Трилле стали на несколько лет старше, но не перестали ввязываться в удивительные, но жизненные истории. Книги Гру Дале и Марии Парр на русском языке выходили в переводе Ольги Дробот.

## Норвежская литература в России
- В 2005 году в России проходили дни Норвегии, посвящённые столетнему юбилею обретению страной независимости. По случаю юбилея журнал «Иностранная литература» опубликовал интервью Ойвинда Нордслеттена, посла Норвегии в России[27]. По его мнению, в последние 10—15 лет в России значительно возрос интерес к норвежской литературе, а в рамках юбилейных мероприятий на страницах журнала были опубликованы произведения классиков литературы Норвегии Юхан Борген, Даг Сульстад, Йенс Бьёрнебу, Тарьей Весос и Стейн Мерен, а также молодых писателей Фруде Грюттен, Беата Гримсрюд, Туне Хёднебё и Бьярте Брейтейг.
- В конце 2006 года в Центральном доме художника на Крымском валу прошла VIII международная книжная ярмарка Non/fiction, на которой были представлены самые значимые из современных норвежских писателей. В частности, ярмарку посетили Юстейн Гордер, Рой Якобсен[норв.] и Хербьёрг Вассму, обладатели многочисленных литературных премий, в том числе премий Северного Совета и Ассоциации норвежских критиков[75].
- В декабре 2010 года в Россию приезжала детская писательница Мария Парр, чтобы представить свою новую книгу «Тоня Глиммердал» на XII книжной ярмарке Non/fiction, также проходившей в ЦДХ в Москве[76].

## Литературные премии Норвегии
- Литературная премия Ассоциации норвежских критиков — одна из престижнейших в стране. Вручается ежегодно Ассоциацией норвежских критиков с 1950 года[77].
- Норвежская Академия литературы и свободы слова имени Бьёрстьерне Бьёрнсона ежегодно вручает премию за достижения в литературе и борьбе за свободу слова. Призовой фонд составляет 100 000 норвежских крон. В 2009 году лауреатами премии стали два российских философа[78].
- Премия Ибсена — ежегодная премия, вручается норвежским драматургам с 1986 года. В 2007 году в дополнение к ней была учреждена Международная премия Ибсена.
- Премия Браги — вручается с 1992 года ежегодно за недавно опубликованные произведения норвежской литературы[79].
- Премия Тарьея Весоса за лучший дебют — учреждена в 1964 году писателем Тарьеем Весосом на средства, полученные им с литературной премией Северного совета.
- Премия Халдис Мурен Весос — ежегодная премия, вручаемая с 1995 года норвежским поэтам за лучшие образцы лирической поэзии.
- Премия Гильдендаль (англ. Gyldendal's Endowment) — ежегодная литературная премия, которая вручалась в период с 1934 по 1995 год норвежским издательством Gyldendal Norsk Forlag.
- Премия NBU-prisen — норвежская литературная премия, вручаемая ежегодно с 1988 года за достижения в области детской литературы.
- Премия UPrisen — совместный проект Ассоциации «!les»[норв.] и Норвежского литературного фестиваля[норв.] в Лиллехаммере, стартовавший в 2007 году. Лучшую книгу года для детей и юношества определяют сами читатели — норвежские девятиклассники, входящие в состав жюри[80].
- Литературная премия Сёрланна — вручается ежегодно, начиная с 2000 года, писателям из Сёрланна. Победитель определяется в результате открытого публичного голосования. Размер премии составляет 15 000 норвежских крон[81].
- Премия издательства «Аскехоуг» — учреждена в 1972 году в честь столетнего юбилея издательства. Размер премии составляет 100 000 норвежских крон[82].
- Премии «За литературу на новонорвежском» и «За детскую литературу на новонорвежском» — вручаются обществом поддержки и развития новонорвежского языка «Норегс Моллаг» (нюнорск Noregs Mållag)[83].
- Премия Министерства культуры Норвегии «За детскую и юношескую литературу» — учреждена в 1948 году, чтобы поддержать детскую литературу Норвегии и уравновесить рост интереса аудитории к комиксам.

### Лауреаты Нобелевской премии по литературе
- 1903 — Бьёрнстьерне Бьёрнсон
- 1920 — Кнут Гамсун
- 1928 — Сигрид Ундсет